# Porcellio conchus
Porcellio conchus là một loài chân đều trong họ Porcellionidae. Loài này được Mulaik & Mulaik miêu tả khoa học năm 1943.